# Comitê Executivo Popular de Valência
O Comitê Executivo Popular de Valência foi uma entidade autônoma revolucionária criada em 22 de julho, para enfrentar o golpe espanhol de julho de 1936 que deu início à Guerra Civil Espanhola. Era composta pelas forças políticas da Frente Popular e pelas forças sindicais da Confederação Nacional do Trabalho (espanhol: Confederación Nacional del Trabajo, CNT) e União Geral dos Trabalhadores (Unión General de Trabajadores, UGT). Com sede em Valência, cobria a maior parte da província de Valência  parte de Castellón e Alicante.